# Čiertti
Čiertti är en kulle i Finland, på gränsen till Norge. Den ligger i Enontekis i landskapet Lappland, i den norra delen av landet, 1 000 km norr om huvudstaden Helsingfors. Toppen på Čiertti är 843 meter över havet, eller 153 meter över den omgivande terrängen. Bredden vid basen är 6,3 km.
Terrängen runt Čiertti är platt åt sydväst, men åt nordost är den kuperad.  Trakten runt Čiertti är nära nog obefolkad, med mindre än två invånare per kvadratkilometer. Det finns inga samhällen i närheten. Omgivningarna runt Čiertti är i huvudsak ett öppet busklandskap.